# Luigi Zuppetta
Luigi Zuppetta (Castelnuovo della Daunia, 20 giugno 1810 – Portici, 6 maggio 1889) è stato un giurista e politico italiano.

## Biografia
Fu professore di diritto penale all'università di Napoli. Scrisse la carta costituzionale dei moti del 1848 a Napoli. Invano cercò a Roma, con la Repubblica romana mazziniana proclamata nel febbraio dell'anno successivo, di tenere una serie di lezioni di Diritto.
Stabilitosi a Malta per qualche tempo, vi pubblicò nel 1848 la Raccolta de' migliori articoli legali e letterari, che comprendeva molti suoi saggi, compresa la fortunata Metafisica della scienza delle leggi penali.
Con l'Unità fece parte del primo parlamento italiano quale deputato del collegio di San Severo.
Compilò il Codice Penale della Repubblica di San Marino.
Massone, fu iniziato nel 1862 nella Loggia Fede italica di Napoli, appartenente al Grande Oriente d'Italia, in compagnia di Alexandre Dumas, e nel 1869 fu eletto oratore della Loggia Rigenerazione, sempre a Napoli, negli anni Ottanta fu ancora membro effettivo della Loggia Fede italica.